# آشور (إله)
آشور أو أسور (بالإنجليزية: Ashur or Assur)‏ كان الإله الوصائي والقبلي والقومي للآشوريين، وكبير آلهة آشوريا «مملكة آشور». وهو يحمل نفس اسم مدينة آشور، وقد أصبح إله الدولة الآشورية الرئيس في أوج تعاظم دورها السياسي. وكان إله الحرب والرب الراعي للمعركة والمقاتلين في المدينة الحربية آشور التي تقع على شاطئ نهر دجلة والراعي لها. ومن أجل ذلك، فقد حلَّ محل مردوك في مجمع الآلهة كسيد وحاكم للأرباب والآلهة وخالق لكل شيء. ويُميز دوره بوصفه تجسيدًا للمطامح السياسية لمدينته وشعبه. استعار زوجته واسم معبده من إنليل؛ كجزءٍ من طموحه للحصول على الهيمنة الكونيَّة التي كان إنليل يُمثلها.
كان يُوصف بـ«إنليل الآشوري»، وله في المدائح الإلهية ألقابًا عديدة، منها: الجبل الكبير، وسيد الجبال، وأبو الآلهة، وهذه الألقاب كانت في الأصل تخص إنليل. وكان يُوصف بصفات انتزعها من آلهة أخرى، فهو إله القدر، إله القضاء، إله الحرب، وإله الحكمة. ويوصف في رأي أنَّه لربما كان في الأصل «روح مكان» وهي روح تقطن مكانًا وتُشيع فيه طبعها والتي تستمد اسمها من المكان الذي يجري استشعار حضورها فيه.
أصبح مُعادلًا للإله أنشار والد الإله آن أو اتحد معه، وبذلك احتل أعلى مرتبة من مراتب الأُلوهيَّة، وأخذ دور مردوخ وفقًا للرواية الآشورية لملحمة التكوين البابلية «إنوما إليش» وينتصر على تيامات إلهة الخواء. وكان يُصور على المنحوتات الحجرية داخل قرص الشمس حاملًا قوسًا مشدودًا، ويظهر أحيانًا برأس نسر، وأمَّا الحيوانات التي ترتبط به فهي الثور والعجل والأس. وكانت تُحمل رايته وسط المعركة للدلالة على حضوره بين أتباعه وعُبَّاده.
كان لا يُعرف أب لهذا الإله. وكانت زوجته الرئيسية هي الإلهة عشتار، التي تستجيب للمزاج الحربي لزوجها بنمو لحية تصل إلى صدرها، من بين زوجات أخر. وبما أنه اغتصب مرتبة إنليل فتكون نينليل زوجته ونينورتا ابنه.

## السرد التاريخي

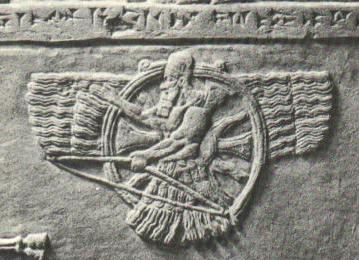
الشخصية الاشورية الحديثة (رامي السهم المجنح) الذي يرمز إلى آشور. اليد اليمنى ممدودة مثل شخصية فارافاهار، في حين أن اليد اليسرى تحمل قوسًا بدلاً من الخاتم (في القرن التاسع أو الثامن قبل الميلاد).

آشور كان النموذج المعروف عن مدينة آشور، والتي تاريخها يرجع إلى منتصف الألف الثالث قبل الميلاد، حيث كانت عاصمة المملكة الآشورية القديمة. في الأصل، الآشوريين لم يكونوا عائلة. لكن مع ظهور الطوائف في جنوب بلاد وادي الرافدين، أضحى فيما بعد ملحوظاً أنه الإله المقابل لإنليل الإله الرئيسي في نفر(نيبور)، والأكثر أهمية بين آلهة الجنوبيين من أوائل الاف الثالث قبل الميلاد حتى أسس حمورابي إمبراطورية في بابل في منتصف القرن الثامن عشر قبل الميلاد. بعد أن أستبدل إنليل بمردوخ كإله رئيسي للجنوب في الشمال، آشور كفل زوجة إنليل نينليل (كإلهة آشورية باسم موليسو) وأبنائه نينورتا وزبابا، واستمر هذا الأمر من حوالي القرن الرابع عشر قبل الميلاد وحتى القرن السابع.
عندما غزا شعب آشور بابل في فترة سرجون الثاني (القرنان الثامن - السابع قبل الميلاد)، بدأ الكتبة الآشوريون في كتابة اسم آشور مع العلامات المسمارية، الأيدوغرامات لكلمة «السماء كلها» في السومرية، والتي ربما تم نطقها بالمثل. يبدو أن القصد كان وضع آشور على رأس البانثيون البابلي، حيث كان أنشار ونظيره كيشار («الأرض كلها») يسبقا حتى إنليل ونينليل. وهكذا في النسخة السراغونية من قصة الخلق البابلية، لا تظهر أسطورة الخلق الوطنية البابلية، مردوخ، إله بابل الرئيسي بل آشور، مثل أنشار، الذي يبيد تيامات الفوضى الوحش ويخلق عالم البشر.